# Piodermite gangrenosa
Piodermite gangrenosa, refere-se a ulcerações da pele, de etiologia desconhecida parece que uma desregulação imunitária pode ser a responsável. Usualmente está associada em cerca de 50% dos casos a outras patologias.
A doença se espalha principalmente nas pernas, e na sua forma atípica as partes mais afetadas são as mãos. Mais raramente se manifesta nos pulmões, olhos, fígado e coração.
Existe uma forma mais rara chamada pioderma gangrenoso atípico. As formas mais comuns são:
- Pioderma gangrenoso bolhoso
- Pioderma gangrenoso pustulosa
- Pioderma gangrenoso periostomiale
- Pioderma gangrenoso úlcera
- Pioderma gangrenoso vegetativo

## Origem
As origens são desconhecidas. Surge como uma complicação de várias doenças, incluindo doença inflamatória intestinal (colite ulcerosa ou doença de Crohn) em 1-2% dos casos. Muito raramente surge após uma cirurgia no coração.

## Sintomas
Entre os sintomas e sinais encontrados, destacam-se artralgia e mal-estar. Começa com uma pequena lesão que se parece com a picada de um mosquito, em seguida, pústulas são formadas que, em seguida, úlceras dolorosas.

## Diagnóstico e tratamento
Quando diagnosticada, existem inúmeras condições semelhantes que devem ser descartadas com os testes apropriados:
- Estomatite aftosa
- Churg-Strauss
- Herpes simplex
- Doença de Behçet
- Impetigo

Existem muitos medicamentos que são administrados para o tratamento desta doença, incluindo a ciclosporina dapsona.